# Grundmur
En grundmur er en væg opmuret af brændte mursten.
I Danmark blev de første huse med grundmur opført i middelalderen. Der var tale om klostre, kirker og borge samt enkelte fornemme huse. Alternativet var bindingsværkshuse med brædde- eller lerklinede vægge.
I det 18. århundrede blev flere huse grundmurede. Efter Københavns brand 1795 kom et lovkrav om, at nyopførte huses facadevægge skulle grundmures, senere kom lovkrav om grundmuring af bærende indervægge i 1889. På landet, blandt andet på den jyske vestkyst, blev grundmure efterhånden mere almindelige, da de var mere holdbare end bindingsværkshusene. Skikken kom hertil fra de hollandske og nordtyske områder.
På Bornholm holdt bindingsværket ud længere end i resten af Danmark. I Svaneke fik grundmurede huse først overtaget omkr. 1850.